# Klára Szekeres
Klára Szekeres (født 1. December 1987) er en ungarsk håndboldspiller, der spiller for Ferencvárosi TC og det ungarske landshold.
Hun fik debut på det ungarske landshold i 2009, i en kamp mod Holland.